# Tall-i Bakun
Koordinaten: 29° 32′ 24″ N, 52° 31′ 48″ O

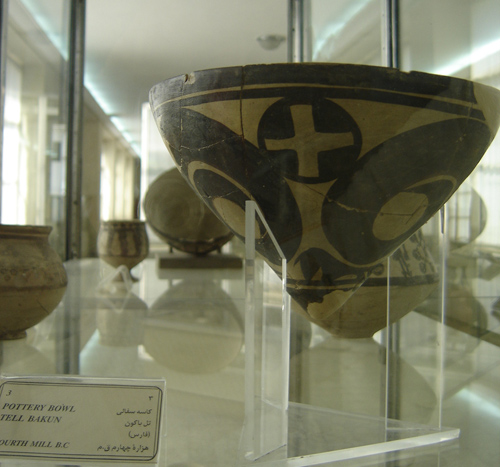
Keramikschale vom Tall-e Bakun,
4. Jahrtausend v. Chr.

Tall-i Bakun oder Tell-i Bakun ist eine archäologische Ausgrabungsstätte in der Nähe von Schiras im Südwesten Irans in der Provinz Fars. Sie liegt rund 3 km südlich von Persepolis. Abbas Alizadeh übersetzt den Namen mit Hügel der Götter.
Bei Tall-i Bakun handelt es sich eigentlich um zwei Hügel (Tall) bzw. Ruinenhügel, die als Tall-i Bakun A und B bezeichnet werden und vor allem Keramik enthielten. Ausgrabungen des Oriental Institute der University of Chicago fanden 1932 unter Leitung von Alexander Langsdorff und Donald McCown und 1937 unter Erich Friedrich Schmidt und Donald McCown statt.
Tall-i Bakun B datiert in das 6. Jahrtausend v. Chr. Es konnten zwei Kulturschichten unterschieden werden, die nur Abfall und eine eher einfache, raue Keramik enthielten. In Tall-i Bakun B I wurde nur einfarbige Keramik, in B II die früheste bemalte Ware gefunden. Gemäß Langsdorff und McCown ist Tell-i Bakun B II–A II mit Obeid 3–4 gleichzusetzen. Es konnten keine Reste von Architektur gefunden werden.
Tall-i Bakun A war von ca. 4000 bis 3500 v. Chr. besiedelt. Es konnten vier Schichten unterschieden werden. Die Schicht II wurde nur in Spuren nachgewiesen. Schicht III war am besten erhalten und zeigt eine Siedlung in der die Wohnbauten dicht an dicht ohne Straßen oder Wege errichtet wurden. Die einzelnen Wohneinheiten bestanden aus mehrere Räumen. Es konnte eine Töpferei beobachtet werden (In Schicht I wurden zwei Töpferöfen gefunden. die wahrscheinlich bis Schicht III betrieben wurden). Reste von Wandmalereien und einer Holzsäulen deuten auf eine einst reiche Innenausstattung. Die hier gefundene Keramik war reich bemalt. Es fanden sich Frauenfiguren und solche von Tieren, die im Profil aber mit beiden Augen dargestellt sind. In Schicht IV wurden Wohnhäuser mit Vorratsräumen gefunden. Es fanden sich auch Rollsiegel, die auf eine Art Verwaltung verweisen.